# Одеський фунікулер
Одéський фунікулéр — фунікулер в Одесі, розташований у Стамбульському парку, поряд із Потьомкінськими сходами. Перший фунікулер в Україні (1902). Раніше — вагончики із зубчатою передачею, тепер — похилі ліфти.

## Історія спорудження
Гігантські, нині Потьомкінські сходи, відкриті 1841 року, спочатку були швидше частиною архітектурного ансамблю, ніж використовувалися за прямим призначенням. Портовий робочий люд йшов в морський порт на роботу, в основному, з боку Пересипу або по спусках Військовому, Левашовському, Польському.
З часом кількість людей, що бажали потрапити в Одеський морський торговельний порт і на Приморську вулицю з центру міста, зросла.
Цьому сприяло відкриття залізничного сполучення з порту на Куяльницький лиман, куди, як згадував в книзі рос. «Ни дня без строчки» Юрій Олеша, рос. «шел поезд, ведомый маленьким паровозом, который назывался паровиком. Маленький, бойко свистящий паровозик, пять-шесть зеленых вагонов…»  До того ж на Приморській вулиці поблизу порту відкрилася безліч «закладів теплих морських ванн», згаданих в «Записниках» Іллі Ільфа: «Коли все в Одесі руйнуватиметься, морські ванни як і раніше сіятимуть і переливатимуться світлом. Одесити люблять морські ванни».
1880 року, враховуючи кон'юнктуру, була зроблена спроба створити концесію для створення рейкового підйомного шляху з пристані на Приморський бульвар, яка зазнала фіаско.
Ідея ця запрацювала у 1895 році, коли молодий інженер Микола П'ятницький, випускник Санкт-Петербурзького інституту інженерів шляхів сполучення, син директора Другої одеської гімназії, подав в міську Управу прохання про «надання йому споруди і експлуатації механічного підйомного шляху з Приморської вулиці на Приморський бульвар». Спокушена пропозицією П'ятницького, міська влада все ж таки оголосила конкурс через місцеві та столичні (петербурзькі) газети.
Відгукнулася лише одна паризька фірма, що представила тільки ескізний проєкт, ніяк не прив'язаний до місцевості. По висновку відомого в місті інженера В. І. Зуєва, перевагу віддали П'ятницькому.
Впродовж 1900—1902 років спланували схил під трасу майбутнього фунікулера, уклали одноколійний рейковий шлях завдовжки близько ста метрів з роз'їздом посередині та перехідним містком над ним, побудували дерев'яний ажурний павільйон на бульварі, кам'яну будівлю з касою, пероном і конторою на Приморській вулиці, а поряд невелику електростанцію, зібрали і закріпили на тросах два доставлених з Парижу вагончики на 35 пасажирів кожен, встановили 300 гартівних ламп і дугових ліхтарів для освітлення дороги. Роботи були виконані під керівництвом інженера В. Я. Раковського.

## Перший фунікулер1902—1969

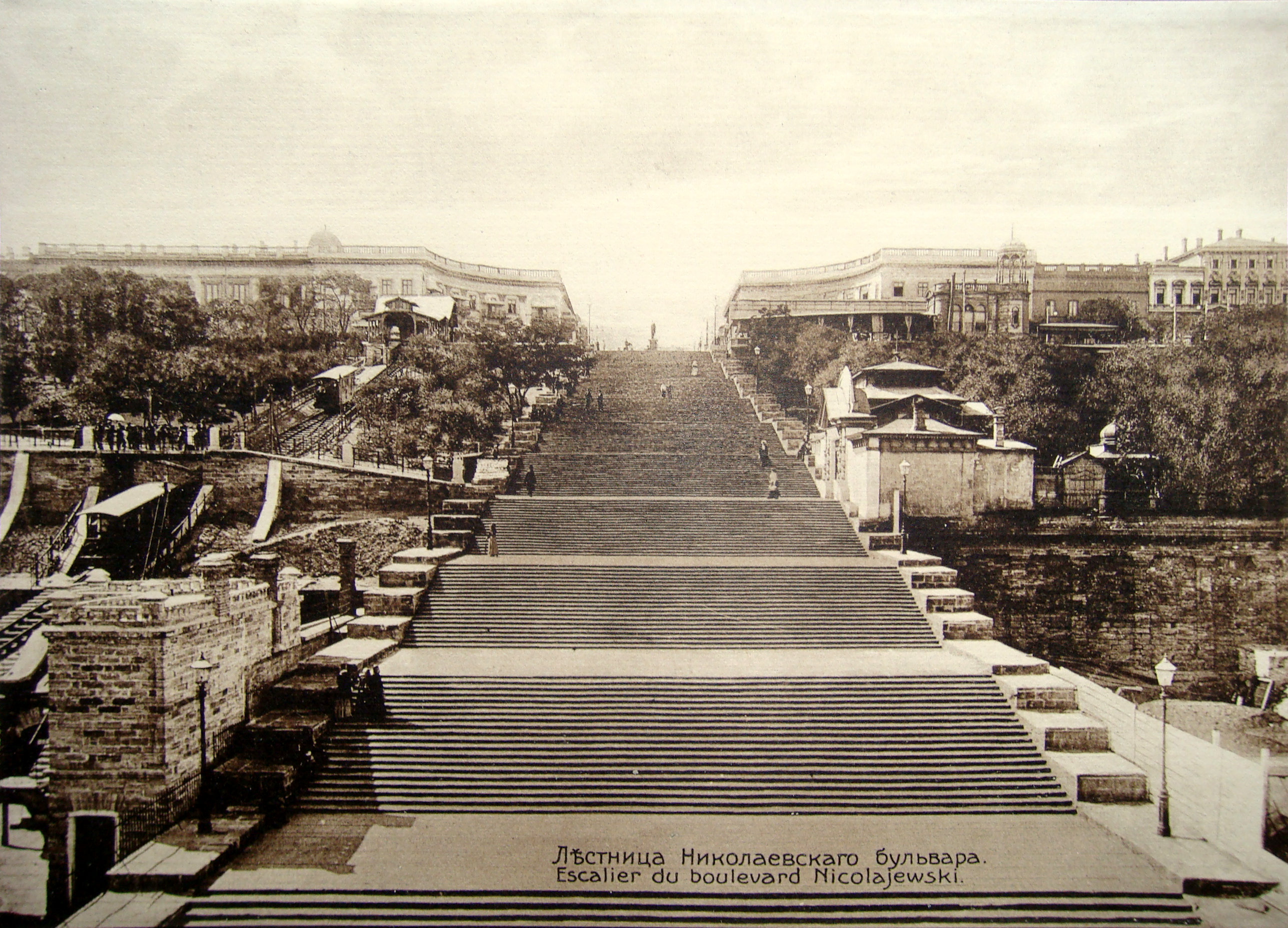
Перший одеський фунікулер та Потьомкінські сходи

8 червня 1902 року відбулося урочисте відкриття «підйомної дороги».
Наступного дня вона прийняла перших пасажирів. Назва «фунікулер», що походить від латинського «фуникуліс» (гойдалки), прижилася багато пізніше.
«Фунікулер. Якщо в Одесі вимовити це слово, ніхто не зрозуміє, про що йде мова — затверджував Леонід Утьосов у книзі «Спасибі, серце», — його називають «підйомна машина». Так одеситам здається коротшим і зрозумілішим. Вниз майже ніхто не їздить. Навіщо? Спуститися по сходах просто задоволення. Вгору теж не дуже багато охочих. Підйомна машина не „золота справа“».
За умовами контракту фунікулер повинен був перейти у власність міста у 1920 році. Революція розірвала контракт раніше. З 1919 року фунікулер був «на консервації», тобто поламаний. Знову він запрацював 20 вересня 1926 року, коли пійшов на спад занепад, породжений громадянською війною та французькою інтервенцією.
Зрозумілий і сьогодні дещо наївний пафос, з яким одеські «Вісті» повідомили про пуск фунікулера:
|  | «Город возрождается. Крошечные вагончики подъемки об этом говорят лучше всего. Она должна служить звеном своеобразной смычки рабочего города с его сердцем — портом». (рос.) |

За весь час експлуатації до моменту другого пуску фунікулер жодного разу капітально не ремонтували, але всі його споруди, вузли, деталі і, що особливо важливо, троси, виготовлені на одеському канатному заводі, залишилися надійними. До 1941 року він продовжував справно працювати протягом шести літніх місяців щорічно, перевозячи на день до чотирьох тисяч пасажирів.
1941 року, удруге, зупинила фунікулер німецько-радянська війна.
У 1948 році газета «Труд» повідомила, що в Одесі почалися роботи по відновленню фунікулера.
Ледве оговтавшись від війни, місто відновило фунікулер, який Валентин Катаєв зараховував до визначних пам'яток Одеси.
Через двадцять років, у 1969 році, фунікулер закрили.

## Ескалатор1970—1997
У 1970 році фунікулер замінили ескалатором. В останній рік існування СРСР ескалатор ще працював в обидві сторони. На самому початку 1990-х — вже тільки в одну, на підйом. Ескалатор на спуск поступово розбирали на запчастини, і так підтримували роботу хоч в одному напрямі. Остаточно ж він розвалився — у 1997 році. 
Ескалатор був зручніший тим, що не треба було чекати у чергах вагончик. Вартість підйому чи спуску становила 3 копійки, як і у міському трамваї.
У Одеси на 35 років виявилася стертою ще одна люба риса міста, про яку із сумом згадували одесити.
«Вже давно немає двох вагончиків, що рухалися один одному назустріч, паралельно Потьомкінським сходам від пам'ятника дюку Рішельє і до входу в морський порт. Вагончики замінив ескалатор, позбавивши Приморський бульвар однієї з його прикмет», — констатував поет Всеволод Азаров в книзі спогадів «Вітри нашої молодості».
У книзі В. Галицького «Театр моєї юності» залишилася «мрія наша, наше жадання — фунікулер, на якому іноді нас катали вниз і вгору». Велика радянська енциклопедія під час відсутності фунікулера, заміненого ескалатором, повідомляла, що фунікулер в Одесі є. І, напевно, це допомогло. У 2005 році Одеський фунікулер відновив роботу.

## Сучасний фунікулер, з2005року
У 1998 році міська влада вирішила побудувати на Потьомкінських сходах новий фунікулер за принципом похилих ліфтів і виділила гроші. Вийшов довгобуд тривалістю у вісім років.
Урочисте відкриття відродженого фунікулера на два вагончики на десять місць відбулося 2 вересня 2005 року в двісті одинадцятий день народження Одеси. Проїзд у фунікулері на той час коштував — 0,50 ₴.
З 1 листопада 2011 року вартість проїзду у фунікулері — 1,50 ₴.
З 1 червня 2015 року вартість проїзду становила 2,00 ₴.
З 1 жовтня 2016 року вартість проїзду у фунікулері становила 3,00 ₴. З 1 грудня 2018 року вартість проїзду становить 5,00 ₴.

## Галерея

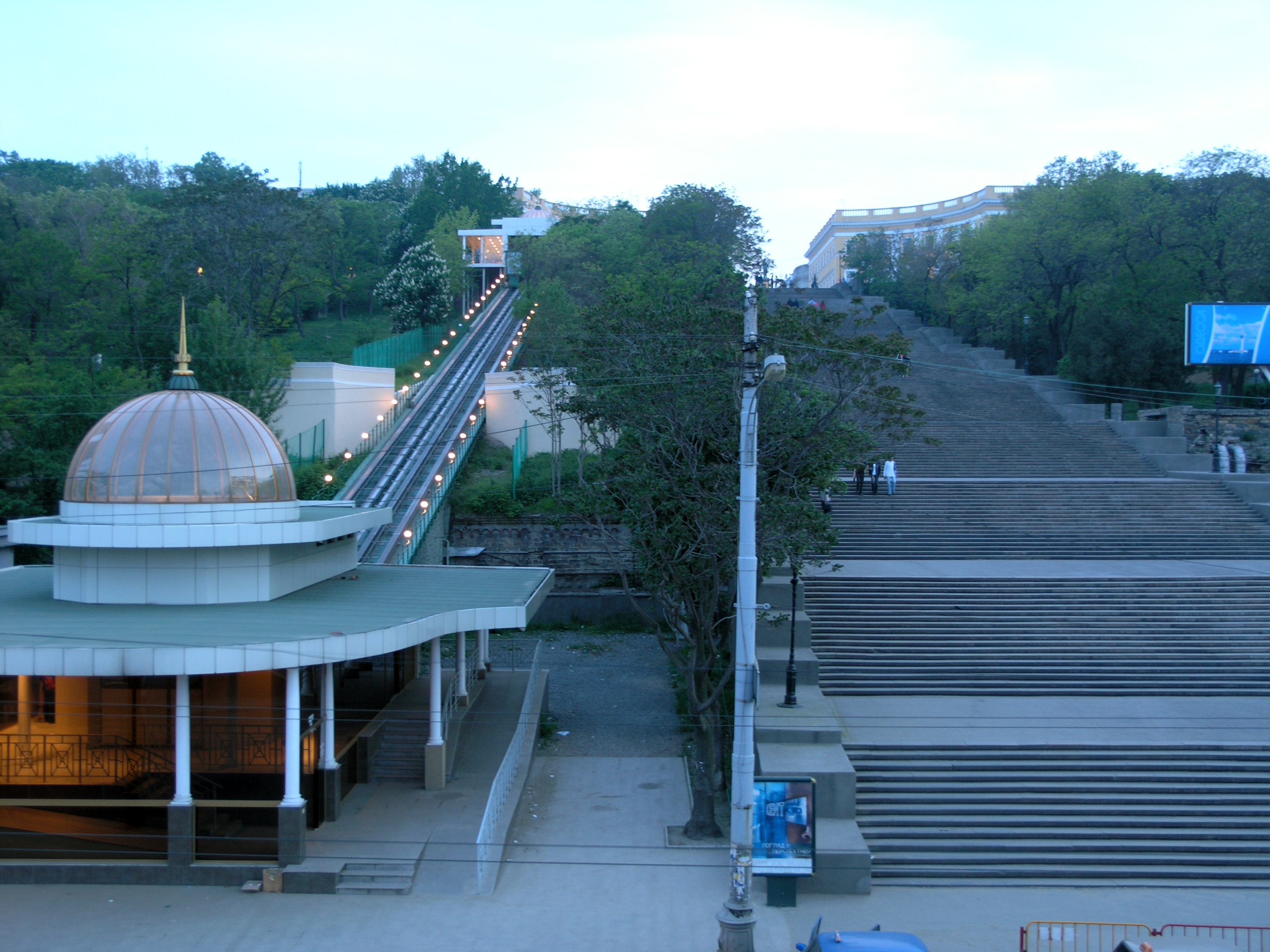
Вигляд з Одеського морського порту
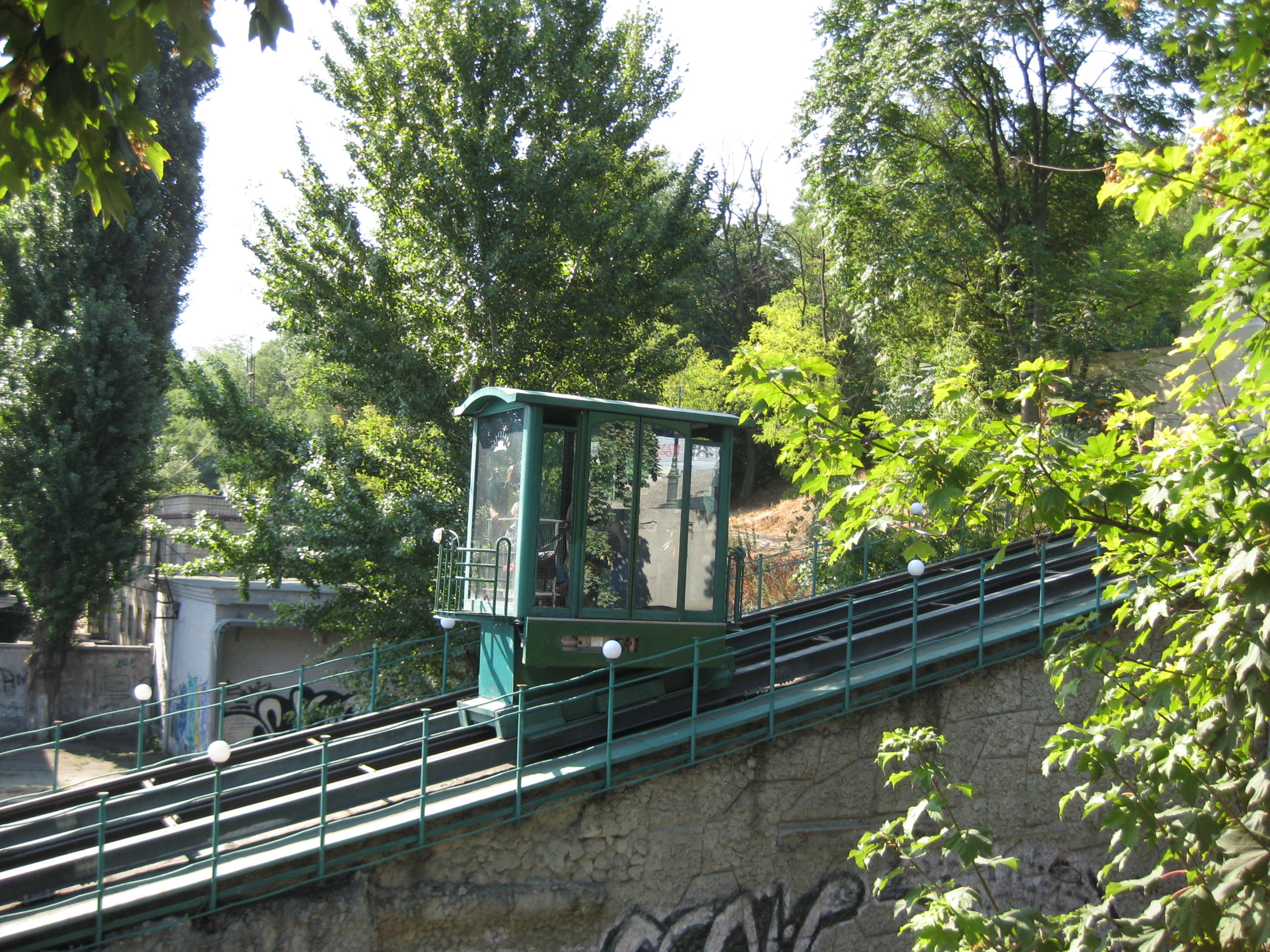
Вигляд з боку Потьомкінських сходів
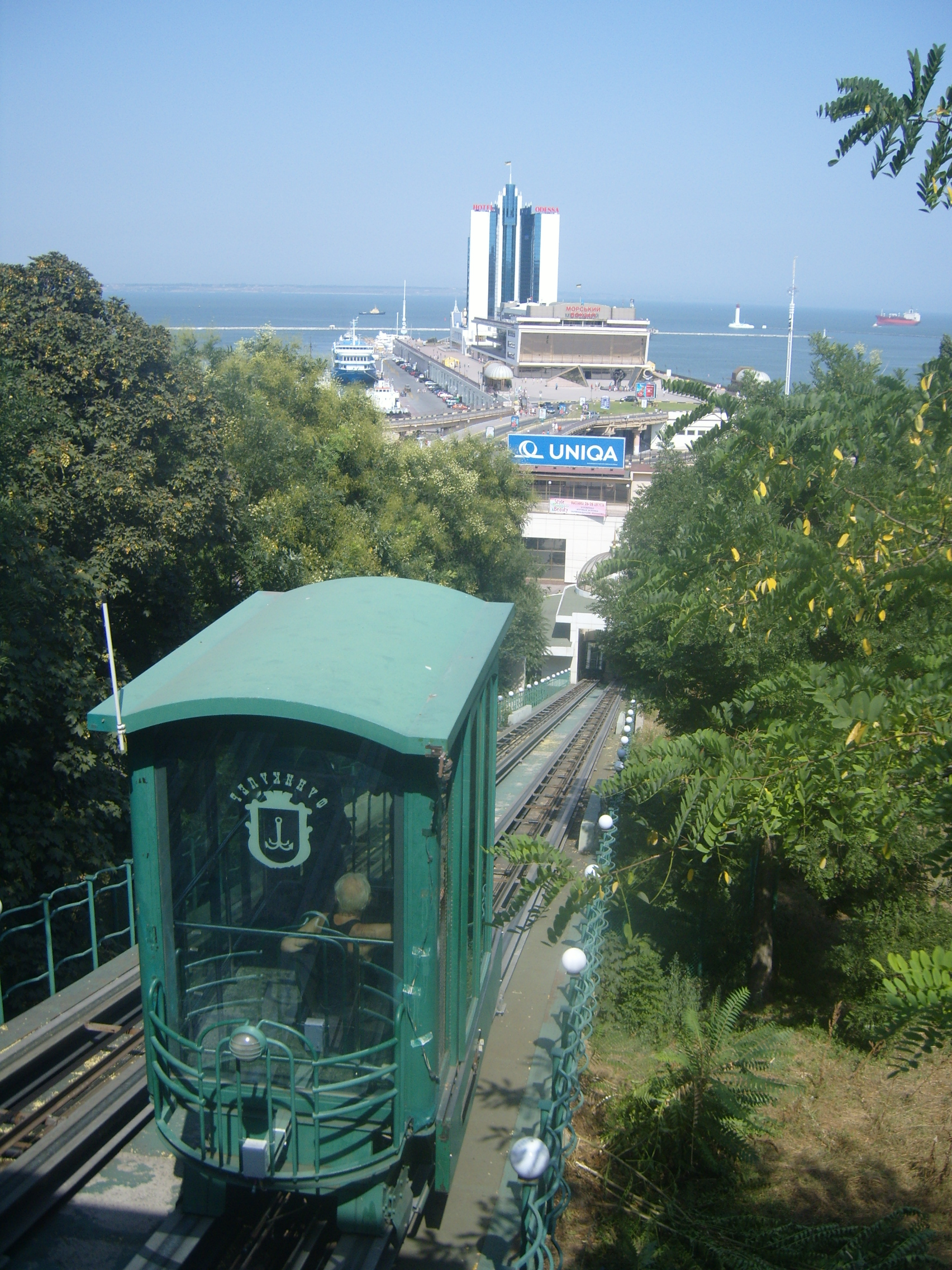
Вигляд на Одеський морський торговельний порт

## Інцидент
28 квітня 2015 року дівчина намагалась угнати фунікулер, але спроба була невдалою.